# Palikū Cabin
La Palikū Cabin est une cabane servant de refuge de montagne dans le comté de Maui, à Hawaï, un État américain de l'océan Pacifique. Située à 1 945 mètres d'altitude dans le cratère d'Haleakalā, au sein du parc national de Haleakalā, elle a été construite dans le style rustique du National Park Service par le Civilian Conservation Corps en 1937[réf. nécessaire]. On l'atteint via le Lau'ulu, un court sentier de randonnée qui commence où le Halemau‘u Trail et le Kaupo Trail se rencontrent.

## Accès et description
La cabane et les campings de Palikū se trouvent à l'extrémité est de la vallée. Elle est dominée par une haute falaise. On y accède en suivant un parcours de 15 kilomètres par le sentier Keoneheehee, 16 kilomètres par le sentier Halemau'u ou 14 kilomètres par le sentier Kaupo. Le sommet des falaises est souvent ennuagé, ce qui occasionne des précipitations fréquentes. L'humidité apporte de la fraîcheur et permet le développement de la végétation.
La cabane est très rustique. Elle compte quatre couchettes et cette faible capacité conduit à des délais de réservation de plusieurs mois. Le chauffage est assuré par un poêle à bois qui est alimenté par des bûches compressées disponibles dans des casiers fermés à clés. Un seul point de cuisson est disponible. La cabane ne dispose pas de l'électricité.